# Ciril Čolnik
Ciril Čolnik, slovenski kovač, * 21. september 1871, Drvanja, Avstro-Ogrska, † 25. oktober 1958, Milwaukee, Združene države Amerike.
Ciril Čolnik je bil sin narodnjaka Dominika Čolnika in mojster umetnega kovaštva, ki ga v Združenih državah Amerike štejejo za enega od treh največjih mojstrov te obrti.

## Življenje in delo
Ciril Čolnik se je rodil 21. septembra 1871 na Drvanji (nem. imenovana Tribein) pri Benediktu v Slovenskih goricah. Zelo zgodaj (1877) je izgubil mamo, oče pa je bil zaradi dolgov prisiljen razprodati veliko posestvo. Ker so imeli doma kovačijo, se je že zelo zgodaj izučil kovaške obrti.
Po osnovnem šolanju v Benediktu se je strokovno ozobraževal na Dunaju in se zaposlil kot kovački pomočnik v delavnici Franza Rotha v Gradcu. Dodatna znanja si je pridobival na izobraževalnih potovanjih v Italiji, Franciji, Švici in Španiji. Odločilno zanj je bilo šolanje na šoli za uporabno umetnost v Münchnu, kjer so odkrili njegov izjemni talent. Postal je pomočnik pri ureditvi nemškega razstavnega prostora na Veliki svetovni razstavi v Chicagu leta 1893. Tam je zaslovel z umetelno izdelano opremo za kamin, kjer je v najboljši luči pokazal vse svoje spretnosti od ukrivljanja železa do natančne izdelave najmanjših podrobnosti.
Uspeh mu je odprl številna vrata in kmalu je dobil nova naročila za premožne člane tamkajšne nemške skupnosti. Eno najpomembnejših naročil, s katerim se je dokončno uveljavil, je bila izdelava vseh kovaških izdelkov od stopnišča, vrat in žlebov do lestenca in svetilk za vilo velikega pivovarskega magnata Grda Pabsta. Ta ga je tudi prepričal, da se stalno naseli v Milwaukee, ki je takrat veljal za »nemške Atene« v severni Ameriki. Veliko premožnih Nemcev, ki so mu zagotavljali stalen vir zaslužka, je Cirila prepričalo, da si je ustvaril nov dom. Najel je delavnico, leta 1905 je postal državljan Združenih držav Amerike in se poročil z Marie charlote Merz, leto opozneje se mu je rodila hči Gretchen. Čolnikovi umetno-obrtni izdelki so kmalu postali tako cenjeni, da so ga nekateri imenovali kar Tiffany umetnega kovaštva. Leta 1914 je Čolnik v svoji delavnici zaposloval že 25 pomočnikov, saj so bile v tistih časih masivne kovane ograje, kovinske svetilke, mreže za kamine in dekorativni žlebovi nujen sestavni del notranje ali zunanje opreme vseh večjih zasebnih in javnih novogradenj. Vendar tako kot očetu, tudi sinu sreča ni bila dolgo naklonjena. Po prvi svetovni vojni se je tudi v ameriki po vzoru evropskega modernizma pojavil nov modernističen slog, ki je minimaliziral okraševanje. S spremembo okusa je začel delo izgubljati tudi Ciril Čolnik. Dodatno ga je prizadela še velika gospodarska kriza leta 1929. Zaradi  inflacije in neplačil naročnikov je zašlo v finančne težave tudi njegovo podjetje. Kljub temu je v zmanjšanem obsegu preživelo vse vihre nemirnega dvajsetega stoletja. Ciril Čolnik se je po upokojitvi leta 1955 posvetil zbiranju svojih nekdanjih izdelkov. Umrl je 25. oktobra 1958 v Milwaukeeju.
Čolnikova hči Gretchen je po letu 1991 vso očetovo dediščino prepustila muzeju Villa Terrace Decorative Arts Museum v Milwaukeeju. Leta 1998 je Dan Nauman iz združenja severnoameriških kovačev ABANA o njem posnel dokumentarni film: Forged elegance : the Lifework of Master Blacksmith Cyril Colnik. Leta 2011 je Alan J. Strekow objavil biografijo Cyril Colnik : man of iron. (Milwaukee: Friends of Villa Terrace, 2011).

## Dela
- kovaška dela za nemški razstavni paviljon na svetovni razstavi v Chicagu (1893)
- oprema dvorca pivskega barona Fredericka Pabsta (Milwaukee 1894-1905)
- ograja notranjega (devet nadstropnega) atrija v mestne hiše v Milwaukeeju (1894-1896)
- stopnišče in vrata v dvorcu Hermana in Claudie Uihlein (Milwaukee 1917-1919)
- Ograja pokopališča v Wisconsinu (1930...)